# Rhinotus mjoebergi
Rhinotus mjoebergi är en mångfotingart som beskrevs av Karl Wilhelm Verhoeff 1924. Rhinotus mjoebergi ingår i släktet Rhinotus och familjen Siphonotidae. Inga underarter finns listade i Catalogue of Life.